# Mast Mounted Sight
Mast Mounted Sight ist ein von McDonnell Douglas und Northrop entwickeltes Mastvisier. Montiert wird es – wie das Wort „Mast“ im englischen Namen schon andeutet, auf der Hauptrotornabe eines Hubschraubers. Das wohl schwierigste Problem für die Konstrukteure stellte die Schwingungsdämpfung des Systems dar, da eine optische Zielerfassung unter Vibrationen höchst ungenau ist.

## Hauptbestandteile

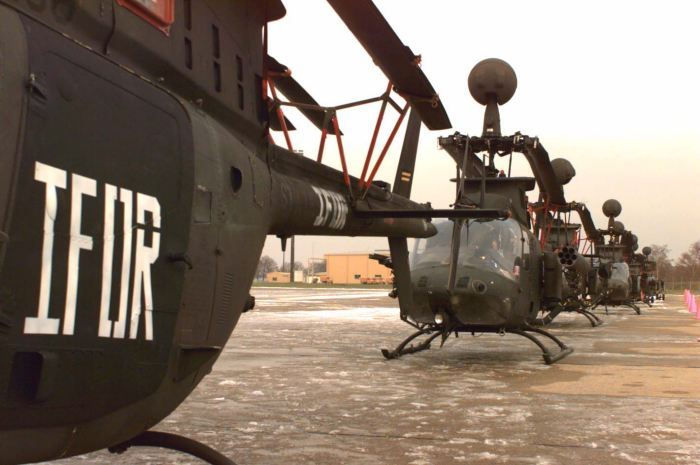
MMS auf einem IFOR Hubschrauber vom Typ OH-58D Kiowa Warrior

- das Forward Looking Infrared (FLIR): Ein Infrarotsichtsystem (Zielerfassung bei Nacht)
- eine TV-Optik: (Zielerfassung bei Tag)
- ein Laserentfernungsmesser: Bestimmt die Entfernung des anvisierten Zieles
- ein Laser-Designator (der Zielmarkierer): Markiert das Ziel für die mit lasergelenkten Waffensystemen ausgestatteten und im Hintergrund operierenden Kampfeinheiten (z. B.: Kampfhubschrauber)

Zusammengefasst wird das Ganze in einem kugelförmigen Gehäuse, welches aus Kohlenstoffverbindungen und Epoxidharz gefertigt wird.

## Vorteile
Da sich alle wichtigen Systeme zum Aufspüren feindlicher Einheiten auf dem Hauptrotor befinden, kann der Pilot mit dem MMS-System über seine Deckung hinweg (Wald, Häuserreihen etc.) das Gebiet auskundschaften, ohne seinen Helikopter zu entblößen.
Nachfolger des MMS ist das IMMS (Improved Mast Mounted Sight).